# Дрезденський мирний договір
Дрезденський мирний договір (нім. Frieden von Dresden) — сепаратна мирна угода, підписана 25 грудня 1745 року в Дрездені між Пруссією з одного боку й Австрією та Саксонією — з іншого. Підписання договору завершило Другу сілезьку війну (1744—1745), що була частиною війни за австрійську спадщину (1740—1748).

## Наслідки
Відповідно до договору, Пруссія виходила з війни, отримавши при цьому від Австрії практично всю Сілезію за винятком південно-східних князівств Тешин та Опава. Натомість король Фрідріх II гарантував непорушність і безпеку суто німецьких володінь Марії-Терезії та визнавав обрання імператором Священної Римської імперії Франца Стефана, чоловіка останньої.
Пруссія сепаратно вийшла з війни, втім воєнні дії тривали ще в Південних Нідерландах, Італії, а головне, в колоніях між Великою Британією та Францією. Умови Дрезденського миру було підтверджено Аахенським миром 1748 року, що зрештою завершив війну за австрійську спадщину.